# Anarchismus in den Vereinigten Staaten
Der Anarchismus in den Vereinigten Staaten von Amerika entwickelte sich im Anschluss an die Unabhängigkeit des Landes und begann sich etwa 1850 auszuweiten. Dabei gab es zwei (zum Teil) stark entgegengesetzte Strömungen: die individualanarchistische und die sozialanarchistische Tradition.

## Individualanarchismus
Der individualistische Anarchismus basiert auf den gesellschaftlichen und weltanschaulichen Voraussetzungen des Landes. Bezeichnet wird er auch als native, das heißt einheimischer Anarchismus. Sein Merkmal ist der ausgeprägte individuelle Freiheitsgedanke. Nach der individualanarchistischen Tradition ist die beste Regierung die, die gar nicht regiert, was aus der amerikanischen Unabhängigkeitserklärung (Verfasser: Thomas Jefferson) abgeleitet wird, die besagt: die beste Regierung ist jene, die am wenigsten regiert. C.L. James und Rudolf Rocker vertraten die Meinung, dass der amerikanische Anarchismus viel älter sei als der europäische, demnach sei der Anarchismus keine ausländische Besonderheit.
Ein bekannter Vertreter des Individualanarchismus war Josiah Warren. Er engagierte sich seit 1825 für soziale Reformen und setzte sich für gerechte Entlohnung ein. Durch ihn entwickelte sich eine starke Kommunenbewegung (zum Beispiel Oneida, 1848–1881) in den Vereinigten Staaten. Diese Kommunen waren meist christlich geprägt und standen im grundsätzlichen Widerstand gegen staatliche Intervention. Die Kommunenbewegung war größtenteils ländlich beziehungsweise agrarisch orientiert und hatte einen konservativen Charakter. Einige Individualanarchisten hatten eine bewusste Distanz zum Industrialisierungsprozess eingenommen.
Warren glaubte an die Prinzipien sozialer Gerechtigkeit und gegenseitiger Hilfe, ohne dass ein organisatorischer Rahmen die individuelle Freiheit einschränken dürfe. Die von Warren gegründeten Kommunen lehnten ein Kollektivleben ab: Individuen beziehungsweise einzelne Familien lebten relativ zurückgezogen, und die sozialen Aktivitäten waren auf notwendige Gemeinschaftsarbeiten zum Erhalt der Kommune reduziert. Zudem gab es kaum Engagement für soziale Gerechtigkeit, das über die Kommune hinausging. Viele für Warrens Politik charakteristischen Züge bestimmten die Schwerpunkte der gesamten Epoche des amerikanischen Individualistischen Anarchismus: Pazifismus, Gleichberechtigung der Geschlechter, sexuelle Freiheit, Ablehnung bestehender Steuersysteme und Pragmatismus. Warren starb 1874; sein Einfluss war groß, auch auf den literarischen Kreis (zum Beispiel Henry David Thoreau). Warrens Projekt wurde von Benjamin Tucker abgeschlossen, der als letzter großer Vertreter gilt.

## Sozialanarchismus
Im 19. Jahrhundert rückte in den Vereinigten Staaten die Soziale Frage besonders in den Industriezentren ins Zentrum. Die Arbeiterschaft bestand großenteils aus Immigranten, vor allem aus Osteuropa, Deutschland und Italien. Sie bildeten den größten Teil der anarchistischen Kreise der Arbeiterschaft; deshalb wird der Sozialanarchismus auch als ausländischer Anarchismus bezeichnet. Es ging beim Gegensatz zwischen Individual- und Sozialanarchismus um die Gewaltfrage angesichts des expliziten und praktizierten Pazifismus der Individualanarchisten bei gleichzeitiger Teilnahme von Sozialanarchisten an vorderster Front der Klassenkämpfe des 19. und frühen 20. Jahrhunderts. Die radikale anarchistische Arbeiterbewegung war militant. Johann Most war ein wichtiger Akteur der anarchistischen Bewegung; er gründete Anfang 1879 die deutschsprachige anarchistische Zeitschrift Freiheit in den Vereinigten Staaten. Primäres Zentrum der Arbeiteragitation war Chicago mit dem Kampf um die Einführung des Acht-Stunden-Tags. Chicago stellte beim Kongress der anarchistischen Working People’s Association in Pittsburgh die Hälfte der 6000 Teilnehmer. Die Stadt war ein bevorzugtes Ziel von Immigranten, zu denen hauptsächlich wegen der Bismarckschen Sozialistengesetze zahlreiche deutsche Sozialisten zählten. Im Mai 1886 eskalierten zuerst friedlich gebliebene Streiks in die Haymarket-Affäre.

## Entwicklung

### 1928–1968
Zu den für Anarchisten in dieser Zeitspanne erwähnenswerten Ereignissen/Protagonisten zählen:
- Die Übersiedlung von Rudolf Rocker und Milly Witkops in die amerikanischen Staaten (1934). Sie ließen sich 1937 in der Kommune „Mohegan Colony“ im Bundesstaat New York nieder. Ziel der Kommune war die Wiederbelebung des Geistes der Kommunenbewegung des 19. Jahrhunderts.
- Die Gründung des Catholic Worker Movement 1933 durch Dorothy Day und Peter Maurin. Beide propagierten eine radikal-sozialistische katholische Bewegung, deren wichtigste Werte waren: freiwillige Armut, Gemeinschaftsdienst, Pazifismus und Steuerverweigerung.
- Paul Goodman schrieb Texte über die Möglichkeiten anarchistischer Gemeinschaft. Seine Texte waren die einflussreichsten anarchistische Originaltexte seiner Zeit. Seine bekannteste Schrift war die „Communitas“ 1947.

### 1968–1990
Erst durch die Studentenproteste und die Bewegung gegen den Vietnamkrieg in den 1960er Jahren kam dem Anarchismus wieder verstärkt Bedeutung zu. Allerdings eher im Sinne einer allgemeinen „anarchistischen Stimmung“ als in Form expliziter anarchistischer Politik. Der Einfluss der radikalen Organisationen war eher gering (zum Beispiel Black Panther Party). Gruppen, deren Aktivismus deutlich anarchistische Züge trug, waren Point Black in San Francisco und Black Mask in New York. Der wichtigste Sprecher des „Neuen Anarchismus“ war der Autor Murray Bookchin, der durch seinen Artikel Listen,Marxist! bekannt wurde.

### Ab den 1990er Jahren
Nach den Anti-WTO-Protesten in Seattle 1999 entstand der sogenannte „Neue Anarchismus“. Durch die Anti-WTO-Proteste in Seattle Ende 1999 entwickelte sich der Anarchismus wieder zu einer breiten politischen Bewegung in den Vereinigten Staaten.
1989 wurde das Love and Rage Network offiziell gegründet. Es transformierte sich später in die Love and Rage Revolutionary Anarchist Federation, spaltete sich aber 1998 und löste sich auf. 2000 startete die auf plattformistischen Ideen basierende North Eastern Federation of Anarchist Communists (NEFAC). Diese Föderation war vor allem im Nordosten Nordamerikas aktiv und spaltete sich 2008 in zwei Gruppen: die Union Communiste Libertaire bestand hauptsächlich aus Mitgliedern in Québec und Mitgliedern der Vereinigten Staaten, die zunächst den Namen NEFAC weiterführten und sich 2011 in Common Struggle umbenannten. Sie wurden später Mitglied der Black Rose Anarchist Federation, die weit verstreute Ortsgruppen in den Vereinigten Staaten hat. Black Rose kann nicht als plattformistische Organisation bezeichnet werden, steht aber teilweise dem Especifismo nah, einer dem Plattformismus ähnlichen Strömung in Südamerika.

## Weiterführende Literatur
- Gabriel Kuhn (Hrsg.): Neuer Anarchismus in den USA. Seattle und die Folgen. Unrast Verlag, Münster 2008. ISBN 978-3-89771-474-8
- Jefferson Decker: Anarchy in the U.S.A. In: In These Times, Magazin. Chicago, 24. November 2003
- Murray Bookchin: Social Anarchism or Lifestyle Anarchism. AK Press, Edinburgh, Juli 2001. ISBN 978-1-873176-83-2
- Andrew Cornell: Unruly Equality. U.S. Anarchism in the Twentieth Century. University of California Press, Oakland 2016. ISBN 978-0-520-28675-7